# Châteauvilain
Châteauvilain é uma comuna francesa na região administrativa de Auvérnia-Ródano-Alpes, no departamento de Isère. Estende-se por uma área de 8,82 km². Em 2010 a comuna tinha 761 habitantes (densidade: 86,3 hab./km²).